# Diógenes Magalhães da Silveira
Diógenes Magalhães da Silveira (Minas Gerais,? — Goiânia, janeiro de 1981) foi um político brasileiro. Formado pela Faculdade de Medicina de Belo Horizonte, exerceu o mandato de deputado federal constituinte por Goiás de 1946 até 1951
Casou-se com Maria Borges Magalhães e faleceu em janeiro de 1981.

## Carreira política
Começou sua carreira política em 1945, quando passou a representar o estado de Goiás na Assembleia Nacional Constituinte, pelo Partido Social Democrático (PSD). Assumiu em fevereiro de 1946 e após a promulgação da nova Constituição, seu cargo tornou-se ordinário e ele e exerceu o mandato até janeiro de 1951. Deixou a Câmara nesse mesmo ano.
Durante sua legislatura, defendeu a mudança da capital federal para a cidade de Goiânia.